# NGC 7840
NGC 7840 (другое обозначение — PGC 1345780) — линзовидная галактика в созвездии Рыбы. Была открыта 29 ноября 1864 года немецким астрономом Альбертом Мартом.
Этот объект входит в число перечисленных в оригинальной редакции «Нового общего каталога».